# Бабюк, Виктор
Ви́ктор Бабю́к (Victor Babiuc) (3 апреля 1938 — 25 февраля 2023) — румынский политик. Бывший член Демократической партии (ДП) и Национальной либеральной партии (НЛП), член Палаты депутатов Румынии от Бухареста в 1990 и с 1992 по 1996 год, а также от округа Брашов с 1996 по 2004 год. В кабинете Петре Романа министр юстиции с 1990 по 1991 год. В кабинете Теодора Столожана министр внутренних дел с 1991 по 1992 год. В кабинетах Виктора Чорбя, Раду Василе и Мугура Исэреску министр национальной обороны с 1996 по 2000 год.

## Биография
Родился в Рэкици, жудец Ботошани, в семье учителей.
Окончил юридический факультет Бухарестского университета (1958). Там же получил докторскую степень в 1979 году.
- 1958—1963 — арбитр-консультант в Брашовском арбитражном суде.
- 1963—1965 — юрисконсульт Брашовского тракторного завода.
- 1965—1966 — судья Брашовского городского суда.
- 1966—1968 — юрисконсульт Брашовского тракторного завода.
- 1968—1971 — судья Центрального арбитражного суда в Бухаресте.
- 1971—1977 — юрисконсульт, главный юрисконсульт Министерства внешней торговли Румынии.

С 1977 по 1990 год научный сотрудник Института мировой экономики Румынской академии наук. С 1980 по 1987 год доцент Академии Штефана Георгиу и Бухарестской академии экономических исследований. Автор около 150 научных публикаций.
С 1985 по 1989 год временный советник Законодательного совета.
Пришёл в политику после румынской революции декабря 1989 года. С марта по июнь 1990 года эксперт конституционного комитета Совета национального единства (временного парламента).
В мае 1990 года избран в Палату депутатов в качестве члена Фронта национального спасения. Работал там с середины июня до конца июля, после чего подал в отставку.
В 1990—1992 годах министр юстиции в кабинете премьер-министра Петре Романа и министр внутренних дел при премьер-министре Теодоре Столожане.
В 1992 году профессор Бухарестского университета, читал курс «международное коммерческое право».
Вступив в новую Демократическую партию, вернулся в Палату депутатов, член комитета по обороне, общественному порядку и национальной безопасности (1992), председатель комитета по расследованию злоупотреблений, коррупции и петициям (1992—1996). С 1995 года вице-президент Демпартии.
Вновь избран в парламент в 1996 году, входил в состав комитетов: по расследованию злоупотреблений, коррупции и петиций (1996—2000); культура, искусства и средств массовой информации (1998); европейской интеграции (1998—2000); обороны, общественного порядка и национальной безопасности (2000). В период, когда Румынская демократическая партия была правящей, министр обороны в трех последовательных кабинетах, с декабря 1996 по март 2000 года (с перерывом в феврале — апреле 1998 года), также временно исполняющий обязанности министра реформ в декабре 1998 года. Не имея военного опыта и соответствующих знаний, использовал должность министра обороны в политических целях, продвигая по службе угодных ему офицеров.
Два кризиса ознаменовали его пребывание на посту министра обороны. Первый произошел в начале 1999 года: когда десятки тысяч бастующих шахтеров совершили марш на Бухарест, он объявил, что армия готова вмешаться в конфликт. Это вызвало протест военных.
Второй кризис произошёл во время бомбардировки Югославии НАТО. Несмотря на широкую внутреннюю критику, парламент одобрил требование НАТО о неограниченном использовании воздушного пространства Румынии, при этом министр обороны подтвердил решимость «быть рядом и вместе с НАТО».
В начале 2000 года вышел из Демпартии и покинул министерский пост, заседал в парламенте как независимый депутат.
В 2000 году снова избран в Палату депутатов от округа Брашов, был членом комитета по правам человека, делам религии и национальным меньшинствам.
В 2008 году прокуратура Национального управления по борьбе с коррупцией возбудила против него уголовное дело, обвинив во взяточничестве и злоупотреблении служебным положением за продажу министерством обороны в 1999 году земли в Пипере бизнесмену Джиджи Бекали по цене значительно ниже рыночной. В мае 2013 года Высокий суд кассации и правосудия признал его виновным и приговорил к двум годам тюремного заключения в тюрьме строгого режима Рахова. По решению суда освобождён в феврале 2014 года.